# ENEOSサンフラワーズ
ENEOSサンフラワーズ（エネオスサンフラワーズ、英: ENEOS Sunflowers）は、千葉県柏市を拠点に活動する女子社会人バスケットボールチーム。1969年に共同石油女子バスケットボール部として創設され、幾度の改称を経て、2020年から現名称。母体企業はENEOS。現在はWリーグに所属している。
全国タイトル獲得数はWリーグチーム最多の計53回（日本リーグ・Wリーグ23回、皇后杯27回、全日本実業団バスケットボール競技大会2回、全日本実業団・学生選抜優勝大会1回
）。

## 概要
チーム所在地は千葉県柏市。ホームゲームは柏市中央体育館の他、船橋アリーナでも開催される。母体企業はENEOSホールディングス、運営はENEOS。愛称「サンフラワーズ」は、前身の共同石油（以下共石）女子バスケットボール部時代からチームのシンボルとしているヒマワリ（柏市（旧沼南町）の花でもある）に因んでおり、歴代のユニフォームにはヒマワリの花がデザインされている。
ENEOSグループの前身企業のひとつ日本鉱業（以下日鉱）には強豪としての伝統を持つ男子バスケット部が存在していたため、子会社の共石に女子バスケット部が設立された経緯がある。1992年に日鉱と共石の合併で日鉱共石（翌年、ジャパンエナジー（以下Jエナジー）に変更）が発足した後、会社は男子と比較してより好成績を収めていた女子部一本に絞った。その期待に違わぬ好成績が続いている。なお、歴代ヘッドコーチの内海知秀と佐藤清美、佐久本智はいずれも日鉱・Jエナジーの元選手である。
チーム名は、前述の会社統合等により『日鉱共石サンフラワーズ』、『ジャパンエナジーサンフラワーズ』、ブランド名「JOMO」を冠した『ジャパンエナジーJOMOサンフラワーズ』、『JOMOサンフラワーズ』へ順次改称。2010年にJエナジーが新日本石油（以下新日石）と合併してJX日鉱日石エネルギーが発足した際、「JOMO」ブランドが廃止され、「ENEOS」ブランドに統合されたため、7月1日付で「JXサンフラワーズ」に改称した。2013年4月から「JX-ENEOSサンフラワーズ」に変更。2020年6月25日から「ENEOSサンフラワーズ」に再変更した。
チーム独自のマスコットキャラクターは持たず、会社のマスコットである「エネゴリ」（共石〜Jエナジー時代は「デリス」）使用の上で対応している。

## 沿革
- 1969年 『共同石油』として創部。

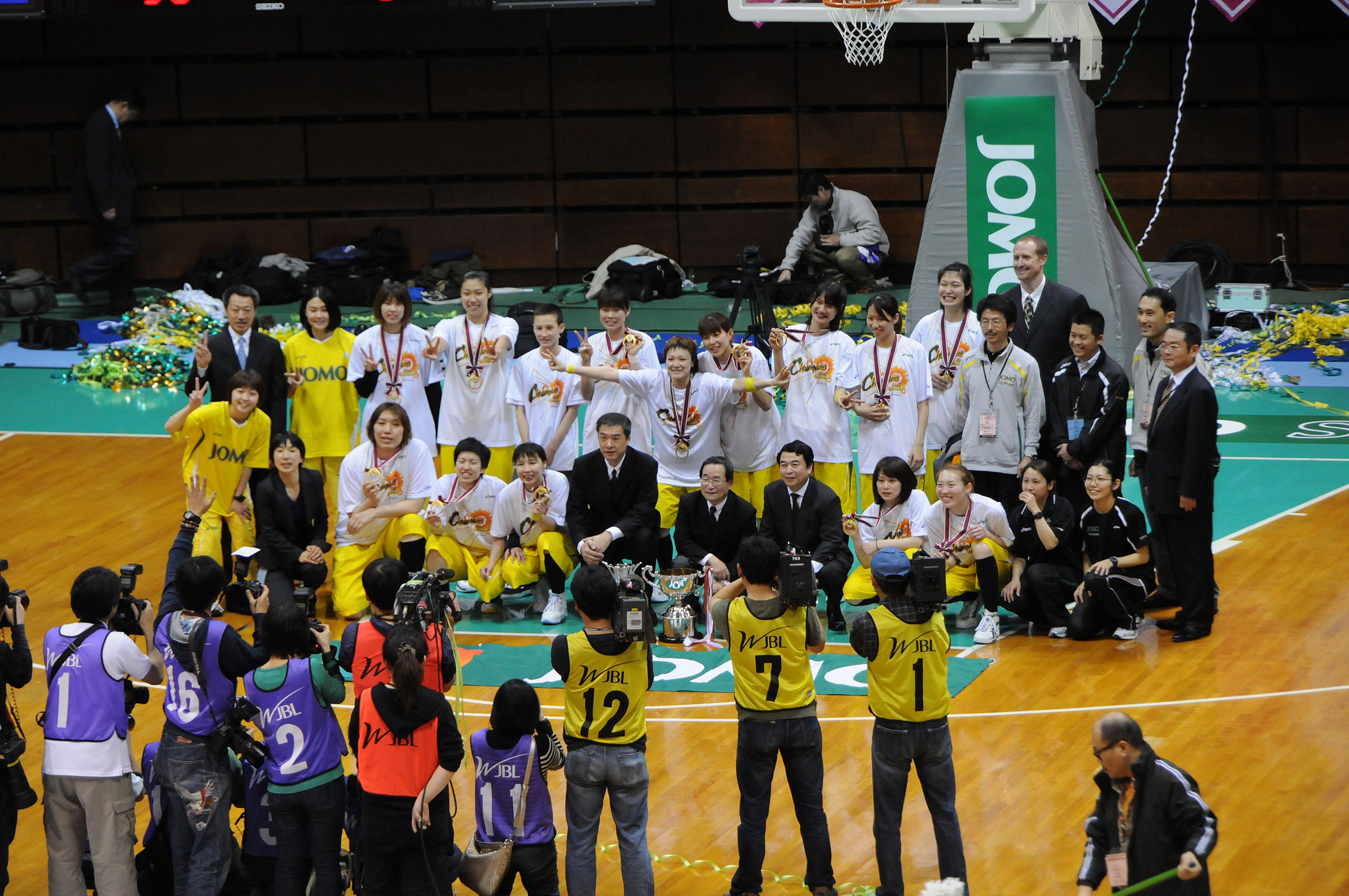
2010年2月28日、代々木第二体育館

- 1974年 実業団リーグ（後の日本リーグ2部）に参加。中村和雄が監督就任。
- 1976年 日本リーグに昇格。これに合わせてチーム名を『共同石油サンフラワーズ』に改称。
- 1978年 同リーグと全日本総合バスケットボール選手権大会で初優勝し2冠達成。
- 1992年 チーム名を『日鉱共石サンフラワーズ』に改称。
- 1993年 チーム名を『ジャパンエナジーサンフラワーズ』に改称。
- 1994年 金平鈺がヘッドコーチ就任。
- 1996年 アトランタ五輪にジャパンエナジーの6選手が日本代表として出場。
- 1999年 チーム名にブランドを冠して『ジャパンエナジーJOMOサンフラワーズ』に改称。
- 2001年 内海知秀がヘッドコーチ就任。
- 2001年～2004年 Wリーグと全日本総合選手権の2冠を4期連続で達成。
- 2004年 アテネ五輪に内海知秀ヘッドコーチとJOMOの8選手が日本代表として出場。チーム名から社名を外し『JOMOサンフラワーズ』に改称。
- 2010年7月 チーム名を『JXサンフラワーズ』に改称。
- 2009年～2012年 Wリーグと全日本総合選手権の2冠を4期連続で達成（Wリーグは2019年まで11連覇）。
- 2012年3月 内海知秀ヘッドコーチが日本代表ヘッドコーチ就任のため勇退。佐藤清美コーチが昇格。
- 2013年4月 チーム名を『JX-ENEOSサンフラワーズ』に改称。第1回アジアWチャンピオンシップに出場し準優勝。
- 2016年4月 トム・ホーバスアソシエイトヘッドコーチがヘッドコーチに昇格。佐藤ヘッドコーチは監督に就任。
- 2017年4月 ホーバスヘッドコーチが日本代表ヘッドコーチ就任のため退任。佐藤監督がヘッドコーチに復帰。
- 2019年4月 元日本代表アシスタントコーチの梅嵜英毅がヘッドコーチに就任[6]。
- 2020年6月 チーム名を『ENEOSサンフラワーズ』に改称。

　（注）優勝年は、大会終了時の年で表記している。

## 成績
| 年度    | リーグ   | 回 | レギュラーシーズン | レギュラーシーズン | レギュラーシーズン | プレイオフ | 最終結果 | 皇后杯   |
| 年度    | リーグ   | 回 | 勝                 | 敗                 | 順位               | プレイオフ | 最終結果 | 皇后杯   |
| ------- | -------- | -- | ------------------ | ------------------ | ------------------ | ---------- | -------- | -------- |
| 1999-00 | WJBL     | 1  | 19                 | 2                  | 2位                | F 1勝3敗   | 準優勝   | 準優勝   |
| 2000-01 | WJBL     | 2  | 19                 | 2                  | 1位                | F 3勝1敗   | 優勝(7)  | 優勝(10) |
| 2001-02 | WJBL     | 3  | 21                 | 0                  | 1位                | F 3勝2敗   | 優勝(8)  | 優勝(11) |
| 2002-03 | WJBL     | 4  | 20                 | 1                  | 1位                | F 3勝0敗   | 優勝(9)  | 優勝(12) |
| 2003-04 | WJBL     | 5  | 20                 | 1                  | 1位                | F 3勝1敗   | 優勝(10) | 優勝(13) |
| 2004-05 | WJBL     | 6  | 11                 | 10                 | 4位                | SF敗退     | 4位      | ベスト4  |
| 2005-06 | WJBL     | 7  | 14                 | 14                 | 5位                | ---        | 5位      | ベスト4  |
| 2006-07 | WJBL     | 8  | 21                 | 7                  | 2位                | F 3勝2敗   | 優勝(11) | ベスト4  |
| 2007-08 | WJBL     | 9  | 23                 | 5                  | 1位                | F 2勝3敗   | 準優勝   | 準優勝   |
| 2008-09 | WJBL     | 10 | 21                 | 7                  | 2位                | F 3勝1敗   | 優勝(12) | 優勝(14) |
| 2009-10 | WJBL     | 11 | 22                 | 6                  | 2位                | F 3勝0敗   | 優勝(13) | 優勝(15) |
| 2010-11 | WJBL     | 12 | 26                 | 2                  | 1位                | F 中止     | 優勝(14) | 優勝(16) |
| 2011-12 | WJBL     | 13 | 24                 | 4                  | 1位                | F 3勝1敗   | 優勝(15) | 優勝(17) |
| 2012-13 | WJBL     | 14 | 29                 | 0                  | 1位                | F 3勝1敗   | 優勝(16) | 準優勝   |
| 2013-14 | WJBL     | 15 | 30                 | 3                  | 1位                | F 3勝0敗   | 優勝(17) | 優勝(18) |
| 2014-15 | WJBL     | 16 | 26                 | 4                  | 1位                | F 3勝0敗   | 優勝(18) | 優勝(19) |
| 2015-16 | WJBL     | 17 | 20                 | 4                  | 1位                | F 3勝1敗   | 優勝(19) | 優勝(20) |
| 2016-17 | WJBL     | 18 | 27                 | 0                  | 1位                | F 3勝0敗   | 優勝(20) | 優勝(21) |
| 2017-18 | WJBL     | 19 | 32                 | 1                  | 1位                | F 1勝0敗   | 優勝(21) | 優勝(22) |
| 2018-19 | WJBL     | 20 | 20                 | 2                  | 1位                | F 2勝0敗   | 優勝(22) | 優勝(23) |
| 2019-20 | WJBL     | 21 | 15                 | 1                  | 1位                | 中止       | ---      | 優勝(24) |
| 2020-21 | WJBL     | 22 | 15                 | 1                  | 東1位              | F 0勝2敗   | 準優勝   | 優勝(25) |
| 2021-22 | WJBL     | 23 | 19                 | 5                  | 1位                | SF敗退     | 3位      | 優勝(26) |
| 2022-23 | WJBL     | 24 | 20                 | 6                  | 4位                | F 2勝1敗   | 優勝(23) | 優勝(27) |
| 2023-24 | WJBL     | 25 | 22                 | 4                  | 3位                | SF敗退     | 3位      | 準優勝   |
| 2024-25 | プレミア | 26 |                    |                    | 位                 |            | 位       |          |

- F:ファイナル、SF:セミファイナル、QF:クォーターファイナル、SQF:セミクォーターファイナル

### 獲得タイトル
- 日本リーグ・Wリーグ優勝 23回
- 皇后杯優勝 27回
- 全日本実業団バスケットボール競技大会優勝 2回
- 全日本実業団・学生選抜優勝大会優勝 1回

## 選手とスタッフ

### 歴代ヘッドコーチ
1. 中村和雄（1977 - 1994）
2. 金平鈺（1994 - 2001）
3. 内海知秀（2001 - 2012）
4. 佐藤清美（2012 - 2016）
5. トム・ホーバス（2016 - 2017）
6. 佐藤清美（2017 - 2019）
7. 梅嵜英毅（2019 - 2021）
8. 佐藤清美（2021 - 2022）
9. 佐久本智（2022 - 2023）
10. ティム・ルイス（2023 -）

### 元所属選手
- 高川定子(1972-)
- 荒木恵子(1974-)
- 鈴木紀子(1974-)
- 高橋雅子(1976-)
- 下田恵美子{1978-)
- 阿部秀子
- 熊谷繁子
- 竹山とよ子(1980-)
- 豊田恭英子
- 増田安世
- 中野里美(1989-)
- 原田五月(1982-1990)
- カトリーナ・マックレイン(1987-1991)
- クラリッサ・デービス(1991-1993)
- 原田裕花(1987-1996)
- 参河紀久子(1987-1996)
- 松山ゆかり(1992-1997)
- 萩原美樹子(1989-1999)
- 髙木美恵(1998-2000)
- 矢野優子(1994-2001)
- 川﨑真由美(1991-1997, 2001-2002)
- 桜庭珠美(1993-2002)
- 須田都古(2001-2002)
- 濱口典子(1992-2004)
- 大山妙子(1993-2004)
- 楠田香穂里(1993-2004)
- 成井千夏(2001-2004、後にマネージャー)
- 川畑宏美(1997-2007)
- 矢野良子(1997-2005)
- 花田有衣(2002-2005)
- 紺野麻里(1999-2006)
- 大野慎子(2002-2006)
- 本間京子(2003-2007)
- 原田綾子(2004-2007)
- 立川真紗美(1999-2009)
- 長南真由美(2005-2009)
- 林五十美(2006-2010)
- 内田しずか(2004-2011)
- 田中利佳(2001-2012)
- 内海亮子(2004-2012)
- 諏訪裕美(2004-2012)
- 本田雅衣(2008-2012)
- 大神雄子(2001-2013)
- 糸井貴子(2011-2013)
- 山田久美子(2006-2014)
- 新原茜(2003-2015)
- 寺田弥生子(2006-2015)
- 高橋礼華(2012-2015)
- 木林稚栄(2008-2017)
- 川上麻莉亜(2013-2017)
- 小山真実(2014-2017)
- 大崎佑圭(2009-2018)
- 西山詩乃(2014-2019)
- 山田愛(2014-2019)
- 吉田亜沙美(2006-2020)
- 藤岡麻菜美(2016-2020)
- 中村優花（2013-2021）
- 大沼美琴(2012-2021）
- 石原愛子（2016-2021）
- 宮澤夕貴（2012-2021)
- 林咲希（2017-2023)
- 奥山理々嘉（2019-2023)
- 渡嘉敷来夢 (2010-2024)